# Condé-sur-Noireau
Condé-sur-Noireau är en kommun i departementet Calvados i regionen Normandie i norra Frankrike. Kommunen ligger i kantonen Condé-sur-Noireau som ligger i arrondissementet Vire. År 2018 hade Condé-sur-Noireau 4 551 invånare.

## Befolkningsutveckling
Antalet invånare i kommunen Condé-sur-Noireau
Referens: INSEE